# Rhyssemus inermis
Rhyssemus inermis är en skalbaggsart som beskrevs av Clouet 1901. Rhyssemus inermis ingår i släktet Rhyssemus och familjen Aphodiidae. Inga underarter finns listade i Catalogue of Life.